# Gérard Van Meckeren
Gérard Van Meckeren est un marin du dunkerquois au service de Charles Quint au XVIe siècle. Ses qualités lui ont valu d'être nommé vice-amiral de Flandre. Il inaugure la longue série des  corsaires dunkerquois.

## Biographie
Gérard Van Meckeren, dit Batenborg, nait à Bergues, appelée alors Bergues-Saint-Winoc, dans les dernières années du XVe siècle ou au début du XVIe siècle.
L'auteur flamand du XVIIe siècle, Antoine Sandérus, dans sa Flandria illustrata, confirme le lieu de naissance du futur vice-amiral de Flandre.
On sait peu de choses sur ses origines, sa famille, ses parents, son éducation. En revanche il est dit écuyer, donc gentilhomme.
À l'époque, les navires venant de la mer pouvaient accéder au port de Bergues, rôle aujourd'hui tenu par Dunkerque. Une charte de Charles Quint datée de 1525 autorise la navigation depuis la mer jusqu'à Bergues, sans devoir rompre charge à Dunkerque. En 1528, Van Meckeren, capitaine de navire, est bourgeois de Bergues.
En 1528, il signe « Gérard de Meckere ». En 1554, il signe « Geraert Meckeren ».
Il meurt en 1562. Dans son testament, il fait plusieurs legs aux églises, aux pauvres et aux hôpitaux de Bergues. L'inventaire de ses biens est réalisé le 30 juillet 1562, en vue du partage entre ses héritiers. Cet état montre la modestie de mœurs du vice-amiral et de sa famille.

## Carrière
Gérard Van Meckeren inaugure la série des grands corsaires dunkerquois. Il alterne les campagnes lointaines et les missions visant à assurer la sécurité des côtes de Flandre, protégeant entre autres les navires de pêche. Il instaure à Dunkerque ce qui va devenir la tactique des corsaires dunkerquois qui lui succèderont : la guerre de course par escadres de bâtiments d'un tonnage faible ou moyen, mais rapides et bien armés. Il s'en prend aux bâtiments de commerce, aux vaisseaux de guerre, effectue nombre de coups de mains imprévus, fondés sur la rapidité et le côté agile, insaisissable. Les noms de ses navires résument ces caractéristiques : l'Aigle, le Dragon, l'Hirondelle, l'Épervier, le Faucon.
La première mention de Charles Van Meckeren date d'août 1524 : il commande les vaisseaux de guerre équipés par les Quatre Membres de Flandre. Il est chargé de surveiller les côtes avec son escadre. Il arrête les navires qui ne respectent pas les consignes de Charles Quint et qui amènent des munitions de guerre en France.
En 1528, il est capitaine de tous les vaisseaux de guerre de Flandre. À cette date, dans le cadre de la Septième guerre d'Italie groupant plusieurs puissances dont la France contre l'Espagne et le Saint-Empire romain germanique, Marie de Hongrie, gouvernante des Pays-Bas espagnols et autrichiens, charge Van Meckeren de protéger les côtes de la Flandre, sous l'autorité du futur amiral des Flandres Maximilien II de Bourgogne, fils de l'amiral Adolphe de Bourgogne. Le marin réalise quelques prises.
Une trêve est conclue. Van Meckeren rentre chez lui à Bergues. Trois ans plus tard, en 1531, il est retrouvé investi des première fonctions parmi les autorités de Bergues : il est poortmestre, un des dirigeants de la commune, titre réservé aux bourgeois de la ville; il l'est encore en 1533 et 1534. Il préside le magistrat (les autorités) de la ville, sous le contrôle du Grand conseil des Pays-Bas à Malines. Il y exerce toute la justice seigneuriale, au nom des comtes de Flandre, et détient dans ses attributions la police et les finances.
En 1533, Charles Quint, maître de l'Italie, envisage le mariage du duc de Milan François II Sforza, avec sa nièce Christine de Danemark, fille du roi du Danemark Christian II et d'Isabelle d'Autriche, sœur de l'empereur. Gérard Van Meckeren est chargé de conduire au Danemark les émissaires de Charles Quint, Maurice de Oldenbourg et Wallexem de Hoplincourt, envoyés pour négocier le mariage. La flottille met à la voile le 14 août 1533 et arrive à Copenhague le 28 septembre 1533. Elle en repart le 18 octobre. Le journal de mer de Van Meckeren, manuscrit de huit pages, rédigé en flamand, a pu être consulté par Louis de Baecker. Cette expédition a également pour objectif de contraindre les vaisseaux armés par Lubeck, lesquels ont  récemment agressé des navires de Flandre, de rester tranquilles. Van Meckeren croise dans la mer Baltique et remplit l'objectif, les Lubeckois ne quittent pas l'embouchure de l'Elbe.
En 1534, la vice-amirauté de Flandre est fixée à Dunkerque, Antoine de Briaerde en est le premier titulaire.
En 1536, Charles Quint décide d'expédier une flotte de quarante navires destinée à soutenir les partisans du roi Christian II vivant en surveillance surveillée sous contrôle du roi protestant Christian III. La flotte est placée sous la haute autorité de Maximilien II de Bourgogne et confiée à Gérard Van Meckeren. Celui-ci est une des deux personnes chargées de l'armement des vaisseaux, rassemblés dans le port de Dunkerque. Il a laissé des documents donnant de nombreux renseignements sur les différents bateaux prévus, le nombre et la qualité des personnes embarquées, le nombre de canons, de munitions, les vivres... La chute de Copenhague le 29 juillet 1536, prise par Christian III, rend l'expédition inutile.
Lorsque la guerre éclate entre la France et l'Espagne (Neuvième guerre d'Italie), en 1543-1544, Van Meckeren est mis à la tête d'une escadre de corsaires chargés de protéger les côtes de Flandre et de poursuivre les navires de commerce français;  ils font des prises valant environ 50 000 florins. Les flottes impériale et anglaise collaborent contre la France et l'Écosse.
En mai 1543, il est un des chefs d'une escadrille d'une dizaine de navires corsaires qui projette de prendre La Rochelle mais n'y parvient pas. Elle descend jusqu'en Gironde, estuaire de la Garonne, le remonte, y brûle un grand nombre de vaisseaux chargés de vin de Bordeaux, et en ramène 17 autres, non sans avoir fait une descente à terre, avoir répandu la peur dans le pays et enlevé les cloches de plusieurs églises de village.
À peine rentré, Van Meckeren repart en croisière avec dix navires, s'empare de quatre vaisseaux terre-neuviens français et libère un galion espagnol initialement capturé par les Français.
Maximilien II de Bourgogne, devenu amiral des Pays-Bas, témoigne dans les courriers envoyés à Van Meckeren, par exemple celui du 23 septembre 1544, de l'estime qu'il lui porte et de la cordialité de la relation entre les deux hommes.
En 1549, la France d'Henri II se veut la protectrice de l'Écosse de Marie Stuart, alors enfant, ce qui lui vaut des affrontements avec l'Angleterre d'Édouard VI qui souhaite annexer l'Écosse, avant que le traité d'Outreau du 24 mars 1550 ne ramène le calme. Charles Quint, tenu à l'écart de ces évènements, donne consigne, dès 1549, d'envoyer une flotte en mer du Nord pour officiellement protéger la navigation contre les attaques des pirates et marquer son hostilité à l'égard des « Écossais, ses ennemis déclarés », et en réalité également pour rappeler à tous qu'il n'appréciait pas d'être ainsi laissé à l'écart de cet accord. En conséquence, le 14 mars 1459, Maximilien II de Bourgogne adresse un ordre, rédigé en flamand, à Van Meckeren. Celui-ci est un des capitaines chargé de cette mission, en étant nommé « stadhouder et capitaine-général de toute la flotte et de l'armée de mer, sur le navire le Faucon ». « Sa fidélité à son empereur, son expérience de la guerre maritime et le fait que Maximilien le connaisse personnellement » lui valent cette distinction équivalent au grade de vice-amiral. Huit navires croisent dans la mer du Nord. La mission ne va pas se dérouler sans problèmes : la présence de la flotte n'empêche pas des actes de pillage, certains semblant même commis par des flamands, ce qui vaut une nouvelle consigne de Maximilien lui recommandant d'être impitoyable avec les coupables pris sur le fait. A contrario, des personnalités flamandes effectuent différends reproches sur la manière dont Van Meckeren mène les opérations, ce qui lui vaut quelques remontrances.
En mai 1550, Charles Quint décide de rappeler son ambassadeur à Londres. Van Meckeren est chargé d'aller le récupérer à l'embouchure de la Tamise et d'assurer sa sécurité jusqu'à son arrivée en Flandre. Puis en juillet, il reprend ses patrouilles en Manche et Mer du Nord à la tête de sept navires. Il laisse les vaisseaux de sa flotte s'en prendre à des bateaux français, ou écossais, ou se rendant en France, les poursuivant jusqu'au Conquet en Bretagne, alors qu'officiellement la France et l'Empire ne sont pas en guerre, la Trêve de Crépy-en-Laonnois de 1544 restant en vigueur. À la suite de plaintes de la France, le vice-amiral encourt de nouvelles critiques d'un plénipotentiaire de l'empereur.
En mars 1553, Gérard Van Meckeren, sur L'Aigle, est un des capitaines qui escortent vingt-trois navires allant d'Anvers jusqu'au Portugal. En vue de Lisbonne, ils capturent un navire français ramené en Flandre.
Le 21 ou le 22 novembre 1553, le vice-amiral de Flandre, Antoine de Briaerde, meurt. Le 1er décembre 1553, Van Meckeren reçoit le brevet le nommant vice-amiral de Flandre, alors que déjà« travaillé de maladies »,après plus de vingt-cinq ans passés à la tête de l'escadre de Flandre, usé par cette vie de combats, il envisage de se retirer. Le titre, en partie honorifique et n'obligeant pas à des dépenses physiques supplémentaires, « lui donne les pleins pouvoirs et l'autorité pour connaitre de toutes choses liées à la mer bordant la Flandre, pour recruter toute personne nécessaire au fonctionnement de l'amirauté, pour juger de tout différend ou punir les délinquants éventuels de peines de prisons et/ou d'amendes, le tout pour le bien et la renommée de l'empereur et sous l'autorité de Maximilien de Bourgogne, à qui il doit régulièrement rendre compte. En vertu de quoi, tout subordonné de l'empereur lui doit aide et assistance pour lui permettre d'accomplir sa mission. Pour rémunération, le vice amiral reçoit 3% des revenus de l'amiral, eux-mêmes constitués par le dixième des prises faites en mer, les amendes et les produits des sauf-conduits accordés aux prisonniers ». En cas d'incapacité physique, le bourgmestre de Dunkerque, Mathieu de Le Helle, est son substitut.
À partir de cette date, Gérard Van Meckeren demeure à terre sauf en de rares occasions.
En 1553, deux vaisseaux ayant pour port d'attache Dunkerque effectuent des prises considérables selon Pierre Faulconnier, historien de Dunkerque; parmi eux se trouve l'Hirondelle, navire de guerre acheté par Gérard Van Meckeren, armé par la ville de Dunkerque, et dirigé par un capitaine nommé par Van Meckeren. Cela leur vaut l'envoi par Charles Quint de 500 florins pour les récompenser et pour aider à l'équipement de bateaux.
Entre septembre 1553 et fin juin 1554, des navires flamands ont capturé 28 bateaux français, dont certains de Dieppe, Fécamp, Le Tréport. Ces prises ont valu au vice-amiral de percevoir quatre-vingts livres, treize escalins, et six deniers de gros lui revenant du fait de sa fonction. De même, entre le 1er juillet 1554 et le 30 juin 1555, la marine flamande réalise au moins 30 prises importantes, rapportant au vice-amiral deux cent cinquante-neuf livres, cinq escalins.
En tant que vice-amiral, Van Meckeren se veut également le protecteur des marins placés sous ses ordres : en juillet 1554, il sollicite une intervention de l'ambassadeur de l'empereur en Angleterre pour obtenir la libération d'un capitaine hollandais, natif de Delft.
Il arrive visiblement qu'emportés par leur fougue, les capitaines de Flandre s'en prennent également à des vaisseaux en principe alliés : en mai 1555, la régente d'Écosse Marie de Guise, veuve du roi Jacques V, se plaint à Marie de Hongrie, des agressions commises par les flamands sur des navires écossais.
Ayant abdiqué ses fonctions aux Pays-Bas au profit de son fils Philippe II, en octobre 1555, Charles-Quint se rend en Espagne par mer en septembre 1556. Toute une flotte composée de navires espagnols, flamands, anglais, l'escorte. Charles Quint voyage sur le navire l'Éléphant, commandé par Van Meckeren, lui faisant ainsi un grand honneur. Le voyage dure onze jours.
Au début de l'année 1558, les hostilités entre la France et l'Espagne, alliée à l'Angleterre, ont repris. Les Français reprennent Calais qui était anglaise depuis 1347. La Flandre s'alarme des incursions françaises possibles. Gérard Van Meckeren ne peut tenir sa place : malade après la mort de son fils unique, Cornil, il est à Bergues où il demeure lorsqu'il n'est pas en mer. Il maintient une correspondance avec les autorités des Pays-Bas et se tient informé des différentes affaires en cours.
Gérard Van Meckeren ne va jamais retrouver la santé après la mort de son fils unique en 1558 : il meurt quatre ans plus tard en 1562.
Gérard Van Meckeren est considéré comme l'homme qui a inauguré la série des grands corsaires dunkerquois laquelle va se poursuivre sans interruption pendant trois cents ans.
Va lui succéder en tant que vice-amiral, Nicolas Dhaines, un proche de Van Meckeren.

## Mariage et descendance
Gérard Van Meckeren épouse Henriette Servaes, fille d'Olivier Servaes. Le couple a eu quatre filles et un fils, dont :
- Anne Van Meckeren prend le voile.
- Une fille épouse Baudouin de Ron, chancelier de Gueldre.

- Cornil Van Meckeren assiste son père en 1555 : le 13 janvier 1555, il se rend à la Veere dans le cadre de la remise à niveau des navires dans l'objectif de reprendre la guerre de course[7]. Il meurt au début de l'année 1558[41].

- Jeanne Van Meckeren est la 3e épouse, le 18 octobre 1564, d'Éloi de Masin (1509-1574), seigneur de la Tourelle et de Bœsinghe, échevin du Franc de Bruges, âgé de 55 ans. Né en 1509, il se marie d'abord le 9 décembre 1537 avec Jeanne, fille de Chrétien de Zeghers-Cappelle (sans doute Zegerscappel); elle meurt en 1539, puis il prend pour femme en 1545 Louise, fille de Jean de Siclers; elle trépasse en 1561. Jeanne Van Meckeren avait pour sa part d'abord pris pour mari, Barbaesen Vermeuwen, gentilhomme. Éloi de Masin décède le 23 décembre 1574, est inhumé dans l'église Saint-Jacques de Bruges. Jeanne meurt en 1590, est inhumée aux côtés de son époux[42],[9].

Par le jeu des mariages et successions, les descendants d'Éloi de Masin et de Jeanne de Meckeren se fixeront sur Bœsinghe, et se transmettront les archives de la famille Van Meckeren, jusqu'au jour où en 1849, confiées au curé de Bœsinghe, elles pourront être mises à disposition de Louis de Baecker.